# 소크라테스 이전 철학자
소크라테스 이전 철학자(그리스어: Προσωκρατικοί φιλόσοφοι)란 문자 그대로 소크라테스 이전에 살았던 고대 그리스의 철학자를 한데 묶어서 쓰는 낱말이다. 이 낱말은 처음 독일의 고전 문헌학자 헤르만 딜스가 이들 철학자의 단편들을 한데 모아 엮은 책의 제목에서 비롯된다. 그 뒤, 영어와 프랑스어에서 독일어를 직역하여 그대로 쓰고 있으며, 오늘날 서양 철학사에서 굳어진 낱말이라고 볼 수 있다. 이들은 흔히 고대 그리스의 자연 철학자라고 불리기도 하며, 또는 그들이 태어난 지방의 이름을 따서 이오니아, 엘레아 철학자 등으로 일컫기도 한다.
소크라테스 이전 사상에 대한 중요한 분석들은 그레고리 블라스토스, 조너선 번스, 고든 클라크 그리고 프리드리히 니체의 책 《그리스 비극 시대의 철학》에 의해 다루어졌다.
그들 대부분은 중요한 문헌들을 남겼다고는 하지만, 그 문헌들이 완성된 형태로 남아 있지는 않다. 우리가 알고 있는 모든 것들은 후대의 철학자들과 역사학자들에 의해 인용되었던 것들과 단편적으로 남아 있는 문헌들뿐이다.
소크라테스 이전 철학자들은 그들 주위에서 벌어지는 현상에 대해 전통적으로 행해지던 신화적 해석들을 거부했으며, 대신 좀 더 이성적인 해석을 내놓았다. 그들 대부분은 다음과 같이 물었다:
- 만물은 어디에서 유래하는가?
- 만물은 무엇으로부터 창조되었는가?
- 자연에서 발견되는 사물들의 다수성은 어떻게 설명해야 하는가?
- 자연은 수학적으로 어떻게 기술해야 하는가?

일부는 나중에 수학적, 과학적 그리고 철학적 연구의 기초가 되는 문제들과 역설들을 정의하는 데 집중했다. 물론, 초기의 그리스 철학자들에 의해 제기된 우주론은 근대 과학에서 기초된 관점에 의해 수정되었다. 그 이후의 철학자들은 대부분 그들이 내놓은 대답들은 받아들이지 않았지만, 그들이 물었던 질문들은 이후 철학자들에게도 여전히 중요한 문제였다.

## 관련 학파와 철학자들

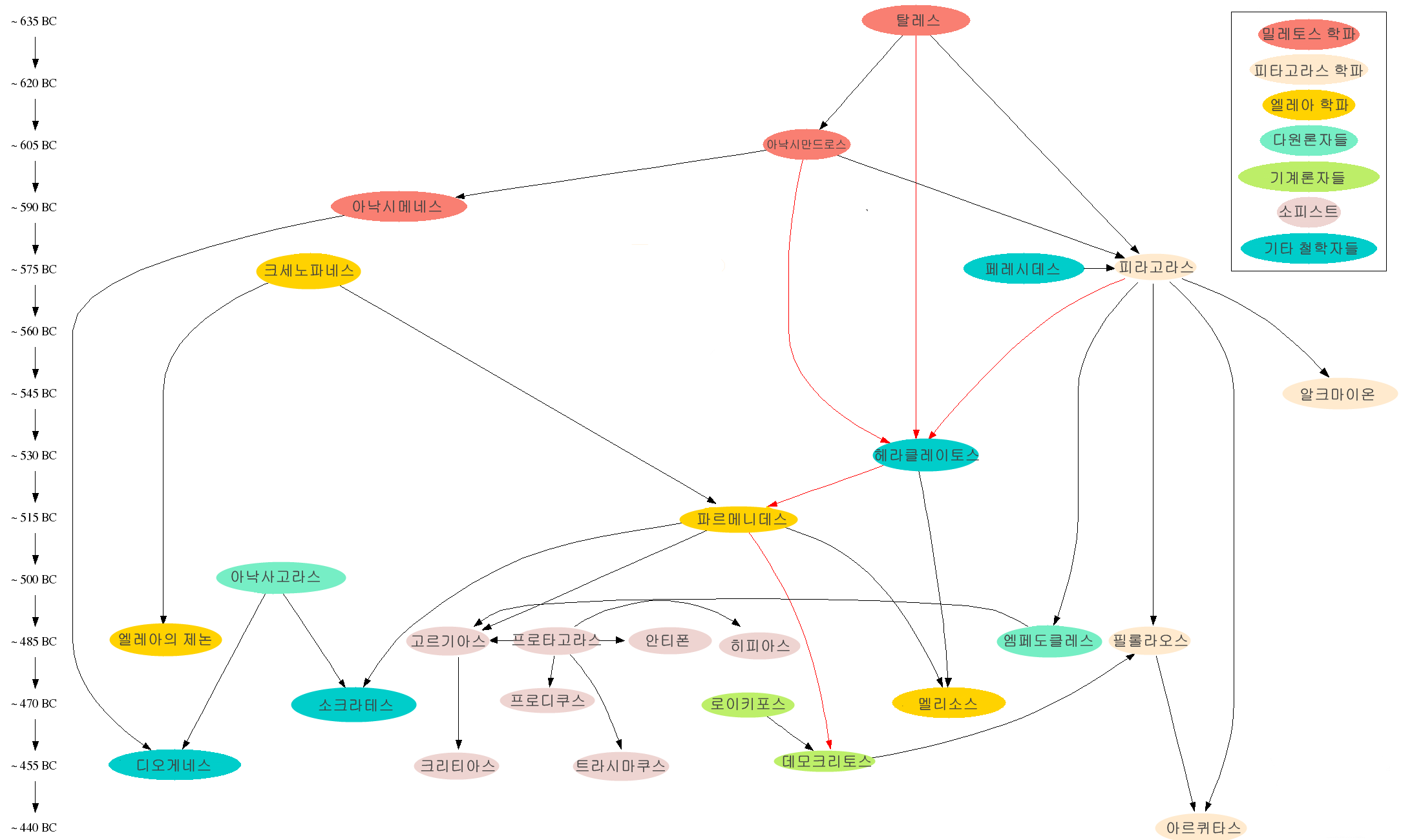
소크라테스 이전 철학자들의 관계를 표시한 도표, 붉은 선은 서로 상반되는 철학을 표현함.

- 밀레토스 학파

탈레스
아낙시만드로스
아낙시메네스
- 피타고라스 학파

피타고라스
필롤라오스
알크마이온
아르퀴타스
티마이오스
- 헤라클레이토스
- 엘레아 학파

크세노파네스
파르메니데스
엘레아의 제논
멜리소스
- 다원주의 학파

엠페도클레스
아낙사고라스
- 원자주의

레우키포스
데모크리토스
- 궤변론

프로타고라스
고르기아스
트라시마쿠스
칼리클레스
크리티아스
프로디코스
히피아스
안티폰
리코프론
- 디오게네스

## 같이 보기
- 딜스-크란츠 번호

## 관련 서적
- <소크라테스 이전 철학자들의 단편 선집>, 김인곤 외, 아카넷, 2005.